# Carpineto Sinello
Carpineto Sinello es un municipio situado en el territorio de la Provincia de Chieti, en Abruzos (Italia).

## Demografía
| Gráfica de evolución demográfica de Carpineto Sinello entre 1861 y 2001 |
|                                                                         |
| fuente ISTAT - elaboración gráfica a cargo de Wikipedia                 |

- Datos: Q51191
- Multimedia: Carpineto Sinello / Q51191

1. ↑  Worldpostalcodes.org, código postal n.º 66030.
2. ↑  «Codici Catastali». Comuni-italiani.it (en italiano). Consultado el 29 de abril de 2017.